# Мюртеза Алиу
Мюртеза Алиу, известен и като Мюртеза Али Струга или Мюртеза Дибра (на албански: Myrteza Aliu, Myrteza Ali Struga, Myrteza Dibra), е албански лекар, общественик, просветен и политически деец.

## Биография
Роден е в 1878 година в Струга, Османската империя, днес Северна Македония. Следва начално и средно образование в родния си град. Завършва богословие и медицина в Цариград, където става близък приятел с доктор Омер Нишанин. След това се връща в Струга, където започва работа като лекар. Посвещава се на разпространение на албанския език. Участва като делегат на Събранието във Вльора и подписва Декларацията за независимост на Албания на 28 ноември 1912 година. Мюртеза е под номер 31 в списъка на подписалите декларацията с подписа д-р Х. Мюртеза (Dr. H. Myrteza).
През 1918 година се жени, но съпругата му умира, оставайки да се грижи сам за дъщеря си. Жени се втори път, от който втори брак има още шест деца. Участва в Конгреса в Люшня през 1920 година като делегат от Охрид и Струга. Мюртеза Алиу работи като лекар в различни градове като Лежа, Люшня, Елбасан, Кавая, Поградец и през 1932 година се мести в Пешкопия, където е назначен за директор на градската болница. След три години, през 1935 година, се мести в Тирана заедно със седемте си деца и жена си, където Мюртеза Алиу умира през 1937 година след заболяване.